# رابکوی بنهتی
رابکوی بنهتی (به انگلیسی: Rabkavi Banhatti) یک منطقهٔ مسکونی در هند است که در بخش باگلکوت واقع شده‌است. رابکوی بنهتی ۱۲٫۵ کیلومتر مربع مساحت و ۷۷٬۰۰۴ نفر جمعیت دارد و ۵۵۰ متر بالاتر از سطح دریا واقع شده‌است.